# Azul y no tan rosa
Azul y no tan rosa es una película hispano-venezolana dirigida por el actor y director Miguel Ferrari, siendo la primera película venezolana en ganar el Premio Goya a la mejor película iberoamericana de 2013. El filme aborda temas polémicos como la homosexualidad, transexualidad, la violencia de género la homofobia. El largometraje se estrenó en Venezuela el 27 de noviembre de 2012 e internacionalmente el 30 de noviembre del mismo año.

## Argumento
Diego Martínez, de 31 años, es un exitoso fotógrafo de artes y modas de Caracas, quien a sus quince años  mantuvo relaciones sexuales con una amiga del colegio, de una familia conservadora de origen italiano,  la cual quedó embarazada, yéndose a vivir con él. De manera inesperada, Diego se ve obligado a hacerse cargo de su hijo Armando, un adolescente lleno de complejos, baja autoestima e forma inseguro de sí mismo, quien regresa de España porque no ha visto a Diego por más de cinco años lleno de reproches contra su padre por haberlo abandonado. A Diego no le resulta fácil restablecer una relación afectiva con él. Sin embargo, cuenta con una familia tradicional de origen español; así como también están sus amigos, que son su familia elegida: Cristóbal, Perla Marina y Delirio (una transgénero) quienes lo apoyan a través de momentos cruciales. Una de ellas fue cuando un grupo de radicales homófobos le propinan a Fabrizio una brutal paliza que lo deja en coma y muere. 
Diego brinda apoyo a su asistente Perla Marina, víctima de violencia doméstica por parte de Ivan (su novio), así como a Delirio a quien respalda yendo a sus presentaciones en show travestí para recabar fondos para sus eventos de coreografía, y además en su afán de hacer justicia consigue las pruebas que incriminan a Racso como responsable de la muerte del Dr. Fabrizio di Giaccomo.
Armando, por su parte, tiene problemas para acercarse a las chicas sin pensar en ser rechazado o no; y por el mismo hecho de crecer en Madrid y con mentalidad más abierta, aprender a querer y aceptar a su padre -homosexual- respetar sus decisiones, gustos y estilo de vida sin ser tan hostil.
Armando regresa a Madrid luego de haber permanecido en Caracas por varios meses, tras haber restablecido la relación con su padre.

## Reparto
El reparto de Azul y no tan rosa está compuesto por un elenco de reconocidos actores venezolanos de la televisión y el teatro.
| Guillermo García Alvarado | Diego           |
| Ignacio Montes            | Armando         |
| Hilda Abrahamz            | Delirio del Río |
| Carolina Torres           | Perla Marina    |
| Alexander Da Silva        | Racso           |
| Sócrates Serrano          | Fabrizio        |
| Elba Escobar              | Rocío           |
| Juan Jesus Valverde       | Paco            |
| Juan Carlos Lares         | Cristóbal       |
| Beatriz Valdés            | Estrellita      |
| Daniela Alvarado          | Patricia        |
| Arlette Torres            | Valentina       |
| Oscar Gil                 | Aníbal          |
| Mauricio Gómez Amoretti   | Kevin           |
| Aroldo Betancourt         | Luis Fernando   |
| William Goite             | Elvys           |
| Ivan González Roa         | Paquito         |

## Producción
La película se rodó en Venezuela y el final en la ciudad de Madrid, España.

## Recepción
La película recibió gran apogeo de la crítica tanto nacional como internacionalmente, y fue catalogada como una de las mejores películas del cine venezolano, tanto así que su duración en la cartelera de los cines fue de casi ocho meses, con una excelente taquilla con más de 600.000 espectadores.

## Premios
- 2014. Premio Goya a Mejor película iberoamericana.[3][6]
- 2014. Festival Pink Apple (Suiza): Premio del Público.
- 2014. Festival Face à Face (Saint-Etienne, Francia): Premio del público.